# Flusso (economia)
In economia il flusso rappresenta la variazione (in aumento o in diminuzione) di un elemento patrimoniale che si verifica in un determinato periodo di tempo, in seguito a un'operazione d'investimento, disinvestimento o di finanziamento.
Possiamo avere:
- Flusso economico: variazione originata dalla gestione reddituale, ossia la differenza tra i costi e ricavi di competenza, questa però non coincide con il reddito d'esercizio risultante dal conto economico.

- Flusso finanziario: relativo a variazioni della liquidità/debiti/crediti a breve scadenza.